# Provinz Puntarenas
Puntarenas ist eine Provinz Costa Ricas. Sie liegt im Westen des Landes und nimmt den größten Teil seiner Pazifikküste ein. Die Nachbarprovinzen sind (im Uhrzeigersinn) Guanacaste, Alajuela, San José und Limón und der Staat Panama.
Die Hauptstadt ist Puntarenas. Die Provinz hat eine Fläche von 11.266 km² und 410.929 (2011) Einwohner.
Zur Provinz gehören auch die Inseln Isla del Caño (20 km entfernt) und Isla del Coco (500 km entfernt), vermutlich die Vorlage zum Roman Die Schatzinsel.
Der »Inter-American-Highway«, der mittelamerikanische Teil der Panamericana, führt durch die Provinz.
Im Süden wurden die meisten der über 300 Steinkugeln von Costa Rica gefunden.

## Verwaltungsgliederung

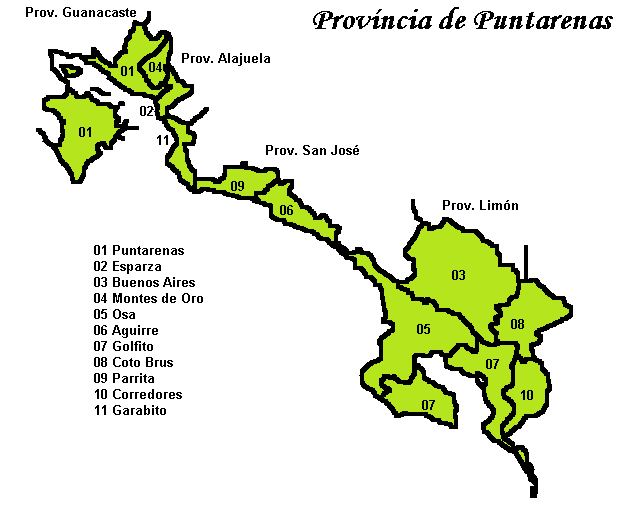
Kantone der Provinz Puntarenas

Die Provinz ist in elf Kantone gegliedert:
| Kanton        | Hauptstadt               | Einwohner (2011) |
| ------------- | ------------------------ | ---------------- |
| Aguirre       | Quepos                   | 26.861           |
| Buenos Aires  | Buenos Aires             | 45.244           |
| Corredores    | Ciudad Neily             | 41.831           |
| Coto Brus     | San Vito                 | 38.453           |
| Esparza       | Esparza                  | 28.644           |
| Garabito      | Jacó                     | 17.229           |
| Golfito       | Golfito                  | 39.150           |
| Montes de Oro | Miramar de Montes de Oro | 12.950           |
| Osa           | Puerto Cortés            | 29.433           |
| Parrita       | Parrita                  | 16.115           |
| Puntarenas    | Puntarenas               | 115.019          |